# Alberto Ramos Sesma
Alberto Ramos Sesma   (Oaxaca, 25 de març de 1909 - Naica, 17 de març de 1967) va ser un jugador de polo mexicà que va prendre part en els Jocs Olímpics de Berlín, on guanyà la medalla de bronze en la competició de polo. Compartí equip amb Juan Gracia, Julio Müller i Antonio Nava.